# Lioness Records

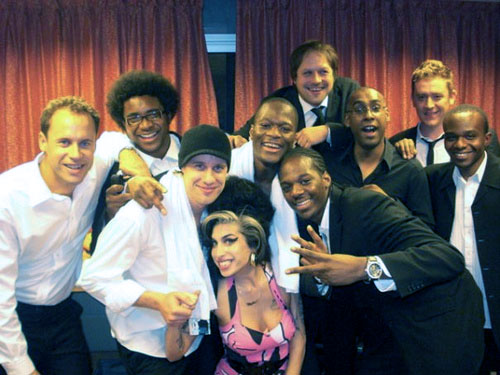
Amy Winehouse with backing singers Zalon and Heshima Thompson and her band backstage

Lioness Records é o selo fonográfico lançado em 2009 pela cantora britânica Amy Winehouse.
Amy Winehouse disse que lançou o selo inspirada na lendária Motown Records e para lançar sua afilhada Dionne Bromfield.
O nome "Lioness" é uma homenagem à avó de Amy, que a ajudou a se recuperar das drogas. A avó lhe deu um pingente com o nome "Lioness" e decidiu que esse seria o nome do selo.
"É o mínimo que eu poderia fazer para homenageá-la" afirmou a cantora.  Até o momento foi lançado apenas o álbum Introducing Dionne Bromfield, pela gravadora Universal Music Group, com
Island Records sendo o selo suporte. Também está em planejamento um álbum de Zalon, backing vocal de Amy, pelo selo Lioness. 
Após a morte de Winehouse em 2011, a pessoa que obteve controle da gravadora é desconhecida.